# Witham-Schild
Der Witham-Schild ist ein antiker Schild aus dem keltischen Britannien.

## Beschreibung
Der Witham-Schild wurde 1826 im Fluss Witham, nahe dem Dorf Washingborough, außerhalb von Lincoln gefunden. Der Fund betraf nur die bronzenen Beschläge des Schildes, da der Schildkörper aus Holz im Laufe der Zeit verrottet war. Bei der Ausgrabung war auf der Vorderseite des Schildes das Bild eines Ebers zu sehen. Das Bild bestand aus Leder, das mit den Jahren verrottete, aber einen Schatten auf der bronzenen Oberfläche hinterließ. Bei genauem Hinsehen ist dieser Schatten immer noch sichtbar. Mehrere kleine Nietlöcher zeigen die Position. 
Am oberen und unteren Ende des Schildes befinden sich zwei runde, ausgetriebene Verzierungen, die durch einen ebenfalls getriebenen Steg miteinander verbunden sind. In der Mitte des Schildes befindet sich ein verzierter Schildbuckel. Diese Verzierungen bestehen aus roter Koralle, die zur Eisenzeit sehr kostbar war, da die Koralle aus dem Mittelmeerraum importiert werden musste. Üblicherweise bestehen ähnliche Dekore aus rotem Glas (siehe Battersea-Schild) und sind im Stil der Latènekultur gefertigt.
Der Schild (Inventarnummer 1872,12-13.1) und die River Witham-Schwerter werden im British Museum in London aufbewahrt.